# كارلوس ألبرتو سوزا دوس سانتوس
كارلوس ألبرتو سوزا دوس سانتوس (Carlos Alberto Souza dos Santos) (9 ديسمبر 1960 في البرازيل – )؛ هو لاعب كرة قدم سابق كان يلعب كلاعب وسط.

## وصلات خارجية
- كارلوس ألبرتو سوزا دوس سانتوس على موقع رابطة كرة القدم اليابانية للمحترفين (اليابانية)
- كارلوس ألبرتو سوزا دوس سانتوس على موقع قاعدة بيانات كرة القدم.إي يو (الإنجليزية)
- كارلوس ألبرتو سوزا دوس سانتوس على موقع عالم كرة القدم.نت (الإنجليزية)